# Франсіско Монтана
Франсіско Монтана (англ. Francisco Montana; нар. 5 листопада 1969) — колишній американський тенісист.
Найвищу одиночну позицію світового рейтингу — 100 місце досяг 4 травня 1992, парну — 13 місце — 8 червня 1998 року.
Здобув 17 одиночних та 10 парних титулів.
Найвищим досягненням на турнірах Великого шолома був півфінал в змішаному парному розряді.
Завершив кар'єру 2003 року.

## Досягнення
| W | Ф | ПФ | ЧФ | #Р | КТ | К# | DNQ | A | NH |

### Одиночний розряд
| Турніри Великого шлему                 |     |     |     |     |     |     |     |       |     |    |
| Відкритий чемпіонат Австралії з тенісу |     | К3р | 1р  |     | К3р | К2р | К2р | 0 / 1 | 0–1 | 0% |
| Відкритий чемпіонат Франції з тенісу   |     |     |     |     |     | 1р  |     | 0 / 1 | 0–1 | 0% |
| Вімблдонський турнір                   | К1р | 1р  |     | К2р |     |     |     | 0 / 1 | 0–1 | 0% |
| Відкритий чемпіонат США з тенісу       | 1р  | 1р  |     |     |     |     |     | 0 / 2 | 0–2 | 0% |
| В-П                                    | 0–1 | 0–2 | 0–1 | 0–0 | 0–0 | 0–1 | 0–0 | 0 / 5 | 0–5 | 0% |
| Тур ATP Мастерс 1000                   |     |     |     |     |     |     |     |       |     |    |
| Відкритий чемпіонат Маямі з тенісу     |     |     |     | К2р | К3р | К1р |     | 0 / 0 | 0–0 | –  |
| Монте-Карло                            |     |     | К2р | 1р  |     |     |     | 0 / 1 | 0–1 | 0% |
| Рим                                    |     |     |     | К1р |     |     |     | 0 / 0 | 0–0 | –  |
| Мастерс Канада                         |     | 1р  |     |     |     |     |     | 0 / 1 | 0–1 | 0% |
| Мастерс Цинциннаті                     |     | 1р  |     |     |     |     | К1р | 0 / 1 | 0–1 | 0% |
| Париж                                  |     |     |     | К1р |     |     |     | 0 / 0 | 0–0 | –  |
| В-П                                    | 0–0 | 0–2 | 0–0 | 0–1 | 0–0 | 0–0 | 0–0 | 0 / 3 | 0–3 | 0% |

### Парний розряд
| Турніри Великого шлему                 |                   |                   |                   |                   |                   |                   |     |     |     |     |        |       |     |
| Відкритий чемпіонат Австралії з тенісу |                   | 3р                | 1р                |                   | 1р                | 1р                | 3р  | 3р  | 1р  | 1р  | 0 / 8  | 6–8   | 43% |
| Відкритий чемпіонат Франції з тенісу   |                   | 1р                |                   | 1р                |                   | ЧФ                | 1р  | ЧФ  | 1р  | 3р  | 0 / 7  | 8–7   | 53% |
| Вімблдонський турнір                   | К1р               | 1р                | 1р                | 2р                | 1р                | 1р                | ЧФ  | 3р  | 1р  |     | 0 / 8  | 6–8   | 43% |
| Відкритий чемпіонат США з тенісу       | 1р                | 2р                | 1р                | 1р                | 1р                | 1р                | 3р  | 1р  | 3р  |     | 0 / 9  | 5–9   | 36% |
| В-П                                    | 0–1               | 3–4               | 0–3               | 1–3               | 0–3               | 3–4               | 7–4 | 7–4 | 2–4 | 2–2 | 0 / 32 | 25–32 | 44% |
| Завершальний турнір сезону             |                   |                   |                   |                   |                   |                   |     |     |     |     |        |       |     |
| Фінал ATP                              | Не кваліфікувався | Не кваліфікувався | Не кваліфікувався | Не кваліфікувався | Не кваліфікувався | Не кваліфікувався | RR  | ПФ  | DNQ | DNQ | 0 / 2  | 2–5   | 29% |
| Тур ATP Мастерс 1000                   |                   |                   |                   |                   |                   |                   |     |     |     |     |        |       |     |
| Індіан-Веллс                           |                   |                   |                   |                   |                   |                   | 1р  | 1р  | 1р  |     | 0 / 3  | 0–3   | 0%  |
| Відкритий чемпіонат Маямі з тенісу     |                   | 1р                |                   | ЧФ                | 1р                | 2р                | 2р  | 2р  | 3р  | 1р  | 0 / 8  | 6–8   | 43% |
| Монте-Карло                            |                   |                   | 2р                | 1р                |                   |                   | П   | 2р  | 2р  | 1р  | 1 / 6  | 8–5   | 62% |
| Рим                                    |                   |                   |                   | 2р                |                   |                   | 1р  | 1р  | 1р  |     | 0 / 4  | 1–4   | 20% |
| Гамбург                                |                   |                   |                   | 1р                |                   |                   |     | П   | 2р  |     | 1 / 3  | 0–2   | 71% |
| Мастерс Канада                         |                   | 1р                |                   |                   |                   | ЧФ                | 2р  | ЧФ  |     |     | 0 / 4  | 5–4   | 56% |
| Мастерс Цинциннаті                     |                   |                   |                   |                   |                   |                   | 2р  | 2р  |     |     | 0 / 2  | 2–2   | 50% |
| Париж                                  |                   |                   |                   | 2р                |                   |                   |     | 2р  |     |     | 0 / 2  | 2–2   | 50% |
| В-П                                    | 0–0               | 0–2               | 1–1               | 5–5               | 0–1               | 3–2               | 8–5 | 8–7 | 4–5 | 0–2 | 2 / 32 | 29–30 | 49% |

## Фінали турнірів ATP за кар'єру

### Парний розряд: 17 (10–7)
| Легенда                         |
| ------------------------------- |
| Турніри Великого шлема (0–0)    |
| Фінали Світового туру ATP (0–0) |
| Серія Мастерс ATP (2–0)         |
| Серія турнірів ATP (0–1)        |
| Світова серія ATP (8–6)         |

| Фінали за покриттям |
| ------------------- |
| Тверде (2–2)        |
| Ґрунт (8–4)         |
| Трава (0–0)         |
| Килим (0–1)         |

| Фінали за типом корту |
| --------------------- |
| Відкритий корт (0–0)  |
| Закритий корт (0–0)   |

| Результат | В-П  | Дата     | Турнір                           | Рівень           | Покриття | Партнер             | Суперники                             | Рахунок       |
| --------- | ---- | -------- | -------------------------------- | ---------------- | -------- | ------------------- | ------------------------------------- | ------------- |
| Поразка   | 0–1  | Сер 1992 | Лос-Анджелес, США                | Світова серія    | Тверде   | Девід Вітон         | Патрік Гелбрайт Джим П'ю              | 6–7, 6–7      |
| Перемога  | 1–1  | Сер 1992 | Connecticut Open, США            | Світова серія    | Тверде   | Грег Ван Ембург     | Джанлука Поцці Оллі Ранасто           | 6–4, 6–2      |
| Перемога  | 2–1  | Лют 1994 | Abierto Mexicano TELCEL, Мексика | Світова серія    | Ґрунт    | Браян Шелтон        | Люк Єнсен Мерфі Єнсен                 | 6–3, 6–4      |
| Поразка   | 2–2  | Тра 1994 | Атланта, США                     | Світова серія    | Ґрунт    | Джим П'ю            | Джаред Палмер Річі Ренеберг           | 6–4, 6–7, 4–6 |
| Перемога  | 3–2  | Сер 1995 | Кіцбюель, Австрія                | Світова серія    | Ґрунт    | Грег Ван Ембург     | Хорді Арресе Вейн Артурс              | 6–7, 6–3, 7–6 |
| Поразка   | 3–3  | Жов 1995 | Сантьяго, Чилі                   | Світова серія    | Ґрунт    | Шелбі Кеннон        | Їржі Новак (тенісист) Давід Рікл      | 4–6, 6–4, 1–6 |
| Перемога  | 4–3  | Бер 1996 | Abierto Mexicano TELCEL, Мексика | Світова серія    | Ґрунт    | Доналд Джонсон      | Ніколас Перейра Еміліо Санчес Вікаріо | 6–2, 6–4      |
| Перемога  | 5–3  | Сер 1996 | Амстердам, Нідерланди            | Світова серія    | Ґрунт    | Доналд Джонсон      | Якко Елтінг Паул Гаргейс              | 6–4, 3–6, 6–2 |
| Перемога  | 6–3  | Кві 1997 | Монте-Карло, Монако              | Серія Мастерс    | Ґрунт    | Доналд Джонсон      | Люк Єнсен Мерфі Єнсен                 | 7–6, 2–6, 7–6 |
| Поразка   | 6–4  | Лип 1997 | Штутгарт, Німеччина              | Серія Чемпіоншип | Ґрунт    | Доналд Джонсон      | Густаво Куертен Фернандо Мелігені     | 4–6, 4–6      |
| Поразка   | 6–5  | Жов 1997 | Острава, Чехія                   | Світова серія    | Килим    | Доналд Джонсон      | Їржі Новак (тенісист) Давід Рікл      | 2–6, 4–6      |
| Перемога  | 7–5  | Лют 1998 | Марсель, Франція                 | Світова серія    | Тверде   | Доналд Джонсон      | Марк Кейл Т. Дж. Міддлтон             | 6–4, 3–6, 6–3 |
| Поразка   | 7–6  | Лют 1998 | Dubai Tennis Championships, ОАЕ  | Світова серія    | Тверде   | Доналд Джонсон      | Магеш Бгупаті Леандер Паес            | 2–6, 5–7      |
| Перемога  | 8–6  | Кві 1998 | Estoril Open, Португалія         | Світова серія    | Ґрунт    | Доналд Джонсон      | Давід Родіті Фернон Віб'єр            | 6–1, 2–6, 6–1 |
| Перемога  | 9–6  | Тра 1998 | Гамбург, Німеччина               | Серія Мастерс    | Ґрунт    | Доналд Джонсон      | Девід Адамс Бретт Стівен              | 6–2, 7–5      |
| Перемога  | 10–6 | Жов 1998 | Палермо, Італія                  | Світова серія    | Ґрунт    | Доналд Джонсон      | Пабло Альбано Даніель Оршанік         | 6–4, 7–6      |
| Поразка   | 10–7 | Жов 1999 | Бухарест, Румунія                | Світова серія    | Ґрунт    | Марк-Кевін Гелльнер | Лукас Арнольд Кер Мартін Гарсія       | 3–6, 6–2, 3–6 |

## Фінали ATP Челленджер і ITF Ф'ючерс

### Одиночний розряд: 3 (0–3)
| Легенда              |
| -------------------- |
| ATP Челленджер (0–3) |
| ITF Ф'ючерс (0–0)    |

| Фінали за покриттям |
| ------------------- |
| Тверде (0–1)        |
| Ґрунт (0–2)         |
| Трава (0–0)         |
| Килим (0–0)         |

| Результат | В-П | Дата     | Турнір                   | Рівень     | Покриття | Суперник        | Рахунок       |
| --------- | --- | -------- | ------------------------ | ---------- | -------- | --------------- | ------------- |
| Поразка   | 0–1 | Сер 1991 | Сеговія, Італія          | Челленджер | Тверде   | Хав'єр Санчес   | 3–6, 2–6      |
| Поразка   | 0–2 | Кві 1992 | Сан-Луїс-Потосі, Мексика | Челленджер | Ґрунт    | Леонардо Лаваль | 0–6, 7–6, 4–6 |
| Поразка   | 0–3 | Тра 1994 | Будапешт, Угорщина       | Челленджер | Ґрунт    | Ернан Гумі      | 4–6, 2–6      |

### Парний розряд: 19 (12–7)
| Легенда               |
| --------------------- |
| ATP Челленджер (11–7) |
| ITF Ф'ючерс (1–0)     |

| Фінали за покриттям |
| ------------------- |
| Тверде (2–2)        |
| Ґрунт (9–5)         |
| Трава (0–0)         |
| Килим (1–0)         |

| Результат | В-П  | Дата     | Турнір                   | Рівень     | Покриття | Партнер             | Суперники                               | Рахунок       |
| --------- | ---- | -------- | ------------------------ | ---------- | -------- | ------------------- | --------------------------------------- | ------------- |
| Перемога  | 1–0  | Лис 1990 | Сан-Паулу, Бразилія      | Челленджер | Ґрунт    | Ріхард Любнер       | Нелсон Аертс Даніло Марселіно           | 6–4, 7–6      |
| Поразка   | 1–1  | Кві 1991 | Мехіко, Мексика          | Челленджер | Ґрунт    | Лейф Шірас          | Рікардо Асіолі Пабло Альбано            | 3–6, 3–6      |
| Поразка   | 1–2  | Чер 1991 | Білефельд, Німеччина     | Челленджер | Ґрунт    | Марк Кейл           | Карл Лімбергер Флорін Сегирчяну         | 3–6, 2–6      |
| Перемога  | 2–2  | Сер 1991 | Салоу, Іспанія           | Челленджер | Ґрунт    | Мерфі Єнсен         | Вейн Артурс Карл Лімбергер              | 5–7, 6–2, 7–5 |
| Перемога  | 3–2  | Лис 1991 | Сан-Паулу, Бразилія      | Челленджер | Ґрунт    | Грег Ван Ембург     | Хорді Бурільйо Давід Де Мігель-Лап'єдра | 3–6, 6–4, 6–1 |
| Перемога  | 4–2  | Бер 1992 | Ренн, Франція            | Челленджер | Килим    | Кенні Торн          | Мартін Дамм Сендон Столл                | 6–4, 3–6, 6–3 |
| Поразка   | 4–3  | Кві 1993 | Сан-Луїс-Потосі, Мексика | Челленджер | Ґрунт    | Браян Шелтон        | Леонардо Лаваль Хав'єр Франа            | 3–6, 6–4, 4–6 |
| Поразка   | 4–4  | Жов 1993 | Куритиба, Бразилія       | Челленджер | Ґрунт    | Гільберт Шаллер     | Жоао Кунья е Сілва Джек Вейт            | 6–4, 3–6, 0–6 |
| Перемога  | 5–4  | Гру 1993 | Нейплс, США              | Челленджер | Ґрунт    | Джим П'ю            | Марк Ноулз (тенісист) Джаред Палмер     | 7–6, 3–6, 6–4 |
| Перемога  | 6–4  | Чер 1995 | Асунсьйон, Парагвай      | Челленджер | Ґрунт    | Клод Н'Горан        | Пауло Карвальйо Франсіско Родрігес      | 6–2, 6–3      |
| Перемога  | 7–4  | Чер 1995 | Калі (місто), Колумбія   | Челленджер | Ґрунт    | Клод Н'Горан        | Отавіу Делла Густаво Куертен            | 6–3, 3–6, 6–4 |
| Поразка   | 7–5  | Лип 1995 | Севілья, Іспанія         | Челленджер | Ґрунт    | Клод Н'Горан        | Мартейн Бок Том Ванхудт                 | 2–6, 2–6      |
| Перемога  | 8–5  | Кві 1996 | Пуерто-Вальярта, Мексика | Челленджер | Тверде   | Джек Вейт           | Клод Н'Горан Даніель Оршанік            | 6–2, 6–3      |
| Перемога  | 9–5  | Кві 1996 | Прага, Чехія             | Челленджер | Ґрунт    | Доналд Джонсон      | Александар Кітінов Себастьєн Лебланк    | 3–6, 6–3, 6–1 |
| Перемога  | 10–5 | Чер 1996 | Айзенах, Німеччина       | Челленджер | Ґрунт    | Доналд Джонсон      | Карстен Браш Єнс Кніппшильд             | 6–3, 6–2      |
| Перемога  | 11–5 | Лип 1996 | Тампере, Фінляндія       | Челленджер | Ґрунт    | Доналд Джонсон      | Ула Крістіанссон Мортен Ренстрем        | 7–5, 7–6      |
| Поразка   | 11–6 | Бер 1997 | Салінас, Еквадор         | Челленджер | Тверде   | Доналд Джонсон      | Фернандо Мелігені Андре Са              | 3–6, 6–3, 3–6 |
| Поразка   | 11–7 | Кві 1997 | Пуерто-Вальярта, Мексика | Челленджер | Тверде   | Джек Вейт           | Алехандро Ернандес Оскар Ортіс          | 6–4, 2–6, 1–6 |
| Перемога  | 12–7 | Чер 2002 | Мексика F11, Канкун      | Ф'ючерс    | Тверде   | Олександр Богомолов | Себастьян Декуд Ласаро Наварро-Батлес   | без гри       |